# František Spilka
František Spilka (13. listopadu 1877 Štěkeň – 20. října 1960 Praha) byl český dirigent, sbormistr, hudební skladatel a pedagog.

## Život
Otec byl zahradník na panství knížete Alfreda Augusta Windischgrätze ve Štěkni. Základní hudební vzdělání získal od místního učitele Jana Jirky. Po maturitě na reálce v Písku vstoupil na Pražskou konzervatoř, kde studoval hru na varhany u Josefa Kličky a skladbu u Antonína Dvořáka. Po absolvování vojenské služby učil na Pivodově hudební škole a později v nově založené hudební škole Adolfa Mikeše. Na jeho doporučení studoval v Berlíně moderní intonační metody. Stal se sbormistrem pěveckého sboru Škroup a v roce 1906 řídil letní koncerty České filharmonie. Krátce vedl učitelské kvarteto Máj. V roce 1906 se stal profesorem intonace, sborového zpěvu a komorní hry na Pražské konzervatoři. V roce 1908 založil Pěvecké sdružení pražských učitelů a v roce 1912 Pěvecké sdružení pražských učitelek. S Pěveckým sdružením pražských učitelů vykonal mnoho úspěšných zájezdů do ciziny a poprvé souborně provedl sbory Bedřicha Smetany.
Po vzniku Československa byl administrativním správcem konzervatoře a zasloužil se o bezproblémový přechod do nových poměrů. Stal se sbormistrem Pražského pěveckého sboru Smetana, který dovedl na vynikající úroveň. S přibývajícím věkem omezoval svou veřejnou činnost, ale ještě v letech 1940–1945 pracoval jako předseda komise pro státní zkoušky v hudbě. Po roce 1945 odešel do soukromí, odstěhoval se do jižních Čech a věnoval se skladatelské činnosti a pracím z oblasti hudební teorie.

## Dílo

### Opery
- Stará práva (1915)
- Kain (Zrození smrti), 1917

### Orchestrální skladby
- Rhapsodie h-moll (1896)
- Ouvertura e-moll (1897)
- Fantasie (1910)

### Komorní hudba
- Pastorale pro flétnu a klavír (1898)
- Miiaturní valčíky pro klavír (1904)
- 6 klavírních sonát
- Smyčcový kvartet (1910)
- Příhody ze života Mariany (klavír, 1944)
- Rhapsodická sonáta pro violoncello a klavír (1946)
- 6 sonetů podle Petrarcy (housle a klavír, 1946)
- Burleska pro housle a klavír (1947)
- Sonatina D-dur pro housle a klavír (1951)
- Malá rapsodie pro flétnu a klavír (1951)
- Poetické cykly pro klavír

### Písně
- Selské písně (slova Josef Václav Sládek, 1903)
- Sny a touhy (slova Vítězslav Hálek, Josef Václav Sládek, Jaroslav Vrchlický, 1903)
- Srdce zpívá (1937)
- Milostné listy (1947)

### Sbory
- Dva sbory (1909)
- Tři rozmarné sbory (1924)
- Dvě balady (1925)
- Písničky pro dva dětské hlasy (1934)
- Krajánek (kantáta s orchestrem, 1947)
- Kantáta o radosti (1951)
- Úpravy a parafráze lidových písní

### Pedagogické práce
- Nové směry ve vyučování zpěvu (1905)
- Max Battke a jeho metody
- Metoda Jaques Dalcroeova
- O sluchových cvičeních (1905)
- Hudební diktát (1944)
- Sluchová cvičení (1955)
- Stručná nauka o harmonii (1944)